# Romanovo
Romanovo (in russo Романово?) è un villaggio del settore meridionale della Siberia Occidentale situato nel Territorio dell'Altaj,  in Russia. È il centro amministrativo del distretto Romanovskij.
La località si trova 220 km a sud-ovest della capitale Barnaul.